# جيري إتش بنتلي
جيري إتش بنتلي (بالإنجليزية: Jerry H. Bentley)‏ هو مؤرخ أمريكي، ولد في 12 ديسمبر 1949 في برمنغهام في الولايات المتحدة، وتوفي في 15 يوليو 2012 بسبب سرطان البنكرياس.